# Desulo
Desulo (sardisk: Dèsulu) er en by og en kommune (comune) i provinsen Nuoro i regionen Sardinien i Italien. Byen ligger i 888 meters højde og har 2.350 indbyggere (2016). Kommunen har et areal på 74,50 km² og grænser til kommunerne Aritzo, Arzana, Belvì, Fonni, Ovodda, Tiana, Tonara og Villagrande Strisaili.